# Ernst Brenner
Ernst Brenner (Basilea, 9 dicembre 1856 – Mentone, 11 marzo 1911) è stato un politico svizzero.

## Biografia
Nel marzo 1897 è stato eletto nel Consiglio federale svizzero, rimanendovi fino al marzo 1911.
Nel corso del suo mandato ha diretto il Dipartimento federale di giustizia e polizia (1897-1900, 1902-1907 e 1909-1911) e il Dipartimento federale degli affari esteri (1901 e 1908).
Era rappresentante del Partito Liberale Radicale.
Ha ricoperto la carica di Presidente della Confederazione svizzera due volte, nel 1901 e nel 1908.